# Place d'Austerlitz
La Place d'Austerlitz est située à Strasbourg, dans le quartier de la Bourse, qui est englobé dans le quartier Bourse - Esplanade - Krutenau, au sud de la Grande Île.

## Situation et accès
Jusqu'en 2008, la place était utilisée comme dépose-touristes, cette installation a depuis été déplacée au parc de l'Étoile. La place a fait l’objet d'un chantier visant à la transformer en place piétonne et accessible à tous qui s’est achevé en 2012.
La station de tramway Porte de l'Hôpital (lignes A et D) ainsi que l'arrêt de bus éponyme des lignes 14 et 24 se trouvent à un peu plus de 200 m à l'ouest. L'arrêt de bus Corbeau (ligne 10 et lignes de nuit N1 et N3) se trouve à 200 m au nord.

## Origine du nom
La place tire son nom en souvenir de la victoire remportée à Austerlitz sur les Russes et les Autrichiens, le 2 décembre 1805. La rue attenante ainsi que sa porte ont été franchies par Napoléon pour quitter Strasbourg le 1er octobre 1805 vers le futur champ de bataille et il y rentra le 22 janvier 1806.

## Historique
Construite en 1771 sous le nom de « place Dauphine », elle prit le nom de « place d'Austerlitz » en 1837,puis de « Metzgerplatz » (« place des Bouchers ») en 1871, avant de redevenir « place d'Austerlitz » en 1918.

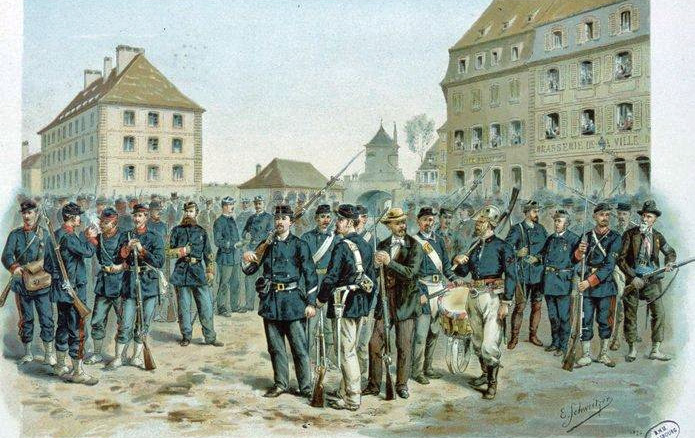
Francs-tireurs, Garde nationale mobile, Garde nationale sédentaire sur la place d'Austerlitz (Émile Schweitzer, 1897)
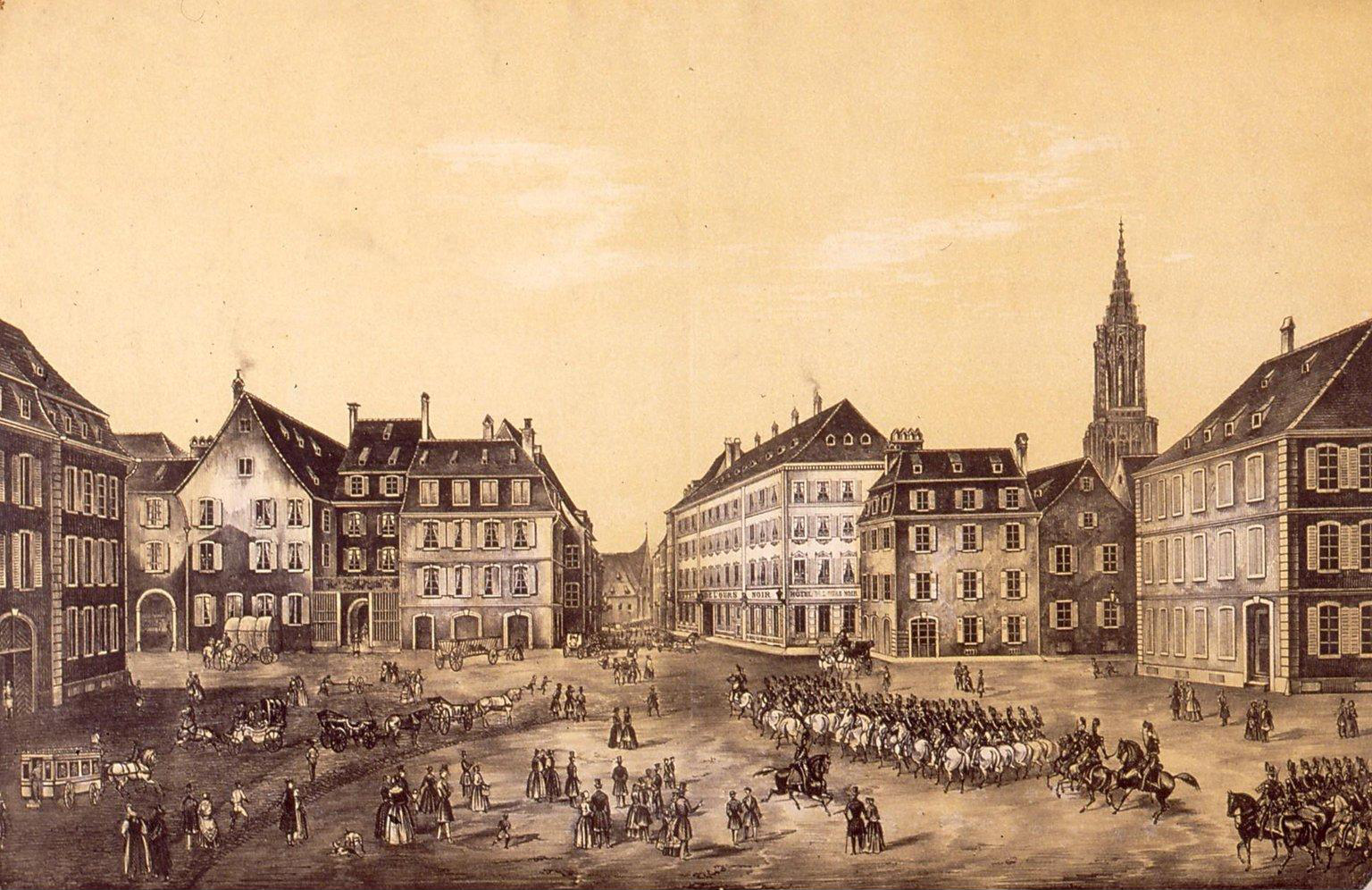
La place d'Austerlitz (Daniel Baltzer, 1850)
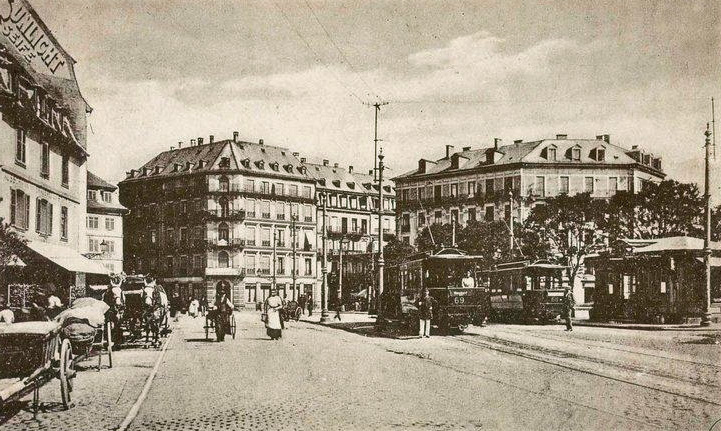
La place d'Austerlitz en 1922

## Bâtiments remarquables et lieux de mémoire

### Arts
La fontaine "La jeune fille à la tortue", bronze de 1963 par Jean-Paul Henninger (1916-1994). L'artiste s'est inspiré de La Petite Sirène de Copenhague.
Après le chantier de 2011, un plan-relief de l'hypercentre de Strasbourg a été installé sur la place. Appelé Point de convergence, l’œuvre a été créée par Raymond Waydelich, Egbert Broerken et Jean-Claude Goepp et inaugurée fin 2012.

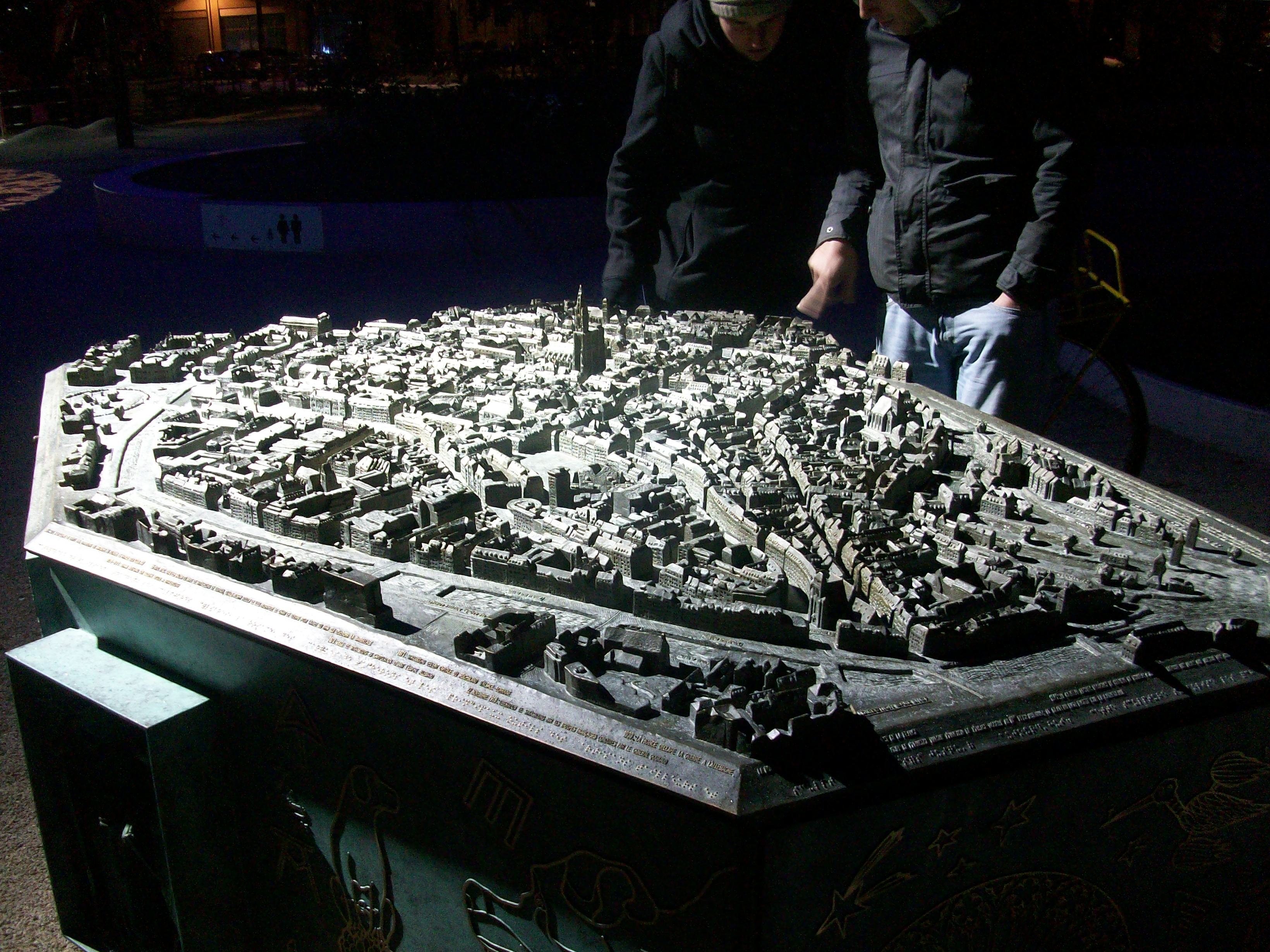
Plan relief de la ville de Strasbourg présenté sur la place d'Austerlitz depuis 2012.
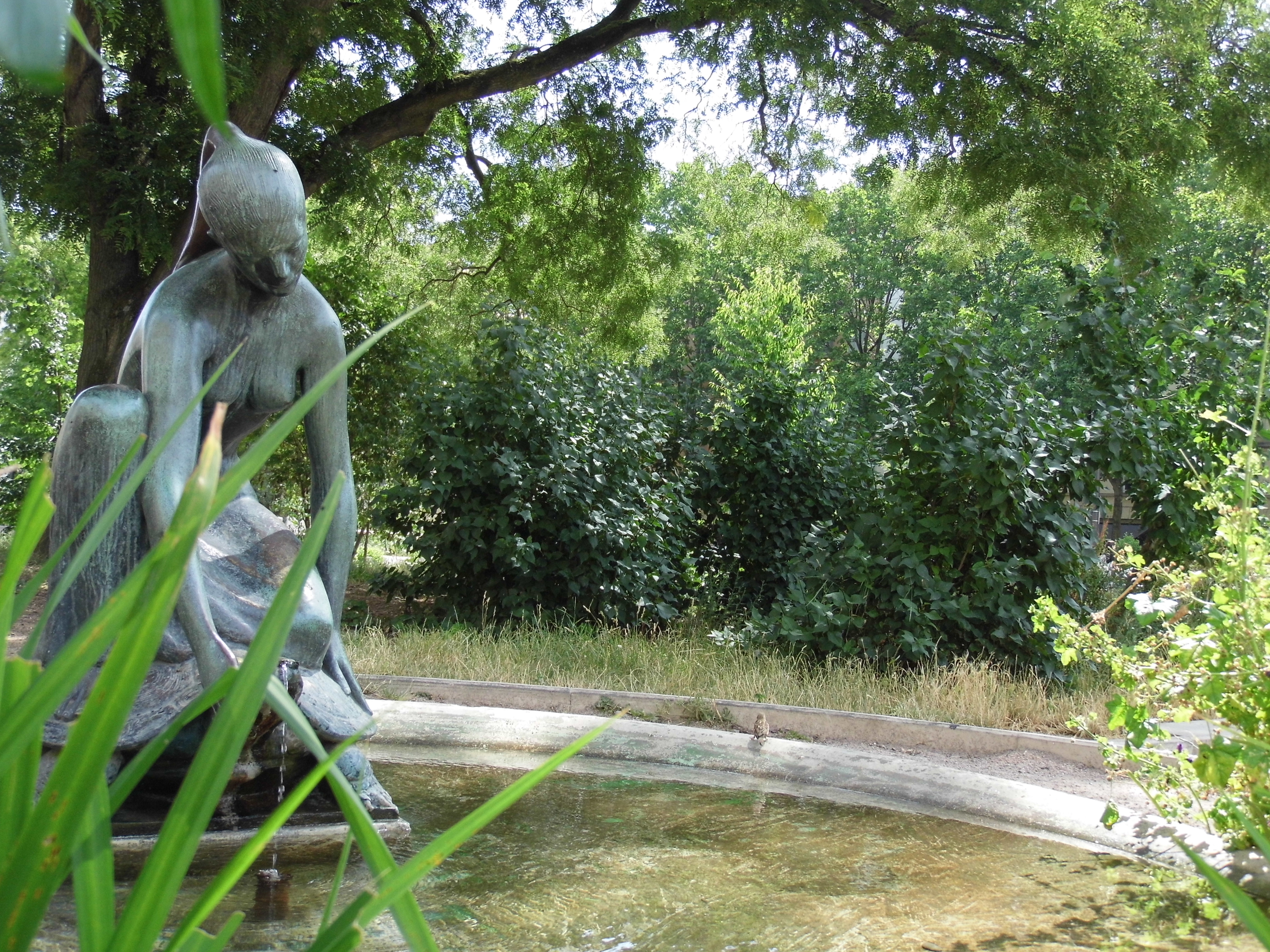
Statue décorant la fontaine de la place.